# 미타카시
미타카시(일본어: 三鷹市)는 일본 도쿄도에 있는 시이다.
무샤노코지 사네아쓰, 다자이 오사무 등 많은 작가들이 살았던 곳으로 알려져 있다.

## 지리
도쿄도 구부와 시부의 경계에 있다. 동쪽으로 세타가야구, 스기나미구, 북쪽으로 무사시노시, 서쪽으로 고가네이시, 남쪽으로 조후시와 접한다.

## 역사
1590년 무렵부터 정착촌이 있었다. 역사적으로 중요한 장소로 1653년에 지방의 광역도시권을 육성하기 위해 세워졌다. 1950년 11월 3일에 공식적으로 미타카시가 성립되었다.

## 교통

### 철도
- 동일본 여객철도 주오 본선
- 게이오 전철 이노카시라선

### 도로
- 도쿄도도 제12호선

## 시설
- 지브리 미술관

## 인구
| 연도 | 인구    | ±%      |
| ---- | ------- | ------- |
| 1920 | 5,725   | —       |
| 1930 | 8,218   | +43.5%  |
| 1940 | 24,247  | +195.0% |
| 1950 | 54,820  | +126.1% |
| 1960 | 98,038  | +78.8%  |
| 1970 | 155,693 | +58.8%  |
| 1980 | 164,526 | +5.7%   |
| 1990 | 165,564 | +0.6%   |
| 2000 | 171,612 | +3.7%   |
| 2010 | 186,083 | +8.4%   |
| 2020 | 195,391 | +5.0%   |

## 주요 인물
- 오노 사토시
- 토모사카 리에

## 같이 보기
- 이노카시라 공원 토막 살인 사건